# أحمد الغزالي
أحمد الغزالي (مواليد 15 يونيو 1948، تافراوت) هو سياسي مغربي وناشط في مجال حقوق الإنسان.

## مسيرته
حصل أحمد الغزالي على دبلوم الدراسات العليا في قانون الأعمال سنة 1981 بالرباط، ودكتوراه الدولة في القانون الخاص بفرنسا. ويعمل منذ 1992 أستاذا وباحثا بكلية الحقوق بالرباط، ثم أستاذا فخريا في سلك التعليم العالي بجامعة محمد الخامس.
ومن عام 1986 إلى عام 1997، كان خبيرًا استشاريًا للعديد من المنظمات الوطنية والدولية في مجالات قانون التنمية والإنشاء المؤسسي والتطوير التنظيمي (منظمة العمل الدولية، برنامج الأمم المتحدة الإنمائي، المفوضية الأوروبية، الوكالة الألمانية للتعاون التقني، الوكالة الأمريكية للتنمية الدولية، إلخ).
وساهم الغزالي في إعداد مجموعة من المؤلفات والمقالات والدراسات، ولاسيما حول القانون المغربي.

### المهام
- مدير مكتب الوزير المنتدب لدى الوزير الأول المكلف بحقوق الإنسان (1993 - 1995)
- رئيس ديوان وزير العدل (1997-1998)
- مدير المشروع بديوان الملك، عضو مجموعة الـ 14 (1996-1999)،
- أمين عام وزارة العدل (1999-2003)
- رئيس الهيئة العليا للاتصال السمعي البصري (2003-2012)[3][4][5][6]
- رئيس شبكة الهيئات التنظيمية لوسائل الإعلام الناطقة بالفرنسية وشبكة الهيئات التنظيمية للاتصالات الإفريقية.[7]
- رئيس مجلس إدارة الأمانة للتمويل الأصغر[8]
- رئيس الاتحاد الوطني لجمعيات القروض الصغرى (نوفمبر 2017-)[9][10]
- عضو المجلس الأعلى للسلطة القضائية (2017-)[11]